# Ligota Woźnicka
Ligota Woźnicka (niem. Ellguth-Woischnik) – część miasta Woźniki, położona w północnej części województwa śląskiego, w powiecie lublinieckim, posiadająca status sołectwa.
Dzielnica liczy 660 mieszkańców i leży około 2 km na północ od centrum miasta Woźniki.

## Nazwa
Nazwa miejscowości łączy się z przemianami zachodzącymi w gospodarce średniowiecznej. Ligota występująca także w skróconej formie Lgota wywodzi się z języka staropolskiego i oznacza ulgę. Określa ona osadę założoną na surowym korzeniu z zastosowaniem dla jej nowych mieszkańców ulgi na zagospodarowanie. Miejscowości o tej nazwie pełniły funkcję podobną do ówczesnych specjalnych stref ekonomicznych i były zwolnione z płacenia podatków co miało zainicjować ich rozwój.
W alfabetycznym spisie miejscowości na terenie Śląska wydanym w 1830 roku we Wrocławiu przez Johanna Georga Knie wieś występuje pod nazwą Ligota bei Woźnik. Spis wymienia również należące do niej folwarki, przysiółki i kolonie: Friedrichshof, Gurol, Pakullen, Schwernol, a także wywodzi nazwę Ligota z języka polskiego: „Ligota ist die polnische Benennung der verschiedenen Orte Elgot u. Ellguth”, czyli w tłumaczeniu na język polski „Ligota jest polskim znaczeniem różnych wsi o nazwie Elgot oraz Ellguth”. Niemieckie nazwy Ellguth są fonetyczną germanizacją staropolskiej nazwy Ligota i nie występowały pierwotnie w języku niemieckim.
Kolejny spis geograficzno-topograficzny miejscowości leżących w Prusach z 1835 roku, którego autorem jest J.E. Muller notuje niemiecką nazwę miejscowości Ellguth bei Woźnik wymieniając dwie kolonie wsi Pakullen oraz Skrzesówka, a także dwa pustkowia Gorol oraz Schwernol.

## Historia

### Początki Ligoty
Wieś istniała już, co jest poświadczone w dokumentach, w pierwszej połowie XV wieku.
Nie wiadomo, czy Ligota powstała jako nowa wieś w toku tych przemian ekonomicznych, czy uległa przekształceniu dawniej istniejąca tu wieś. Z pewnością związana była z Woźnikami i podlegała sądownictwu miejskiemu.
Ligota wraz z Woźnikami płaciła księciu 20 grzywien groszy. W 1454 r. książę Bernard nadaje Woźniki swemu pisarzowi Piotrowi z Lubszy. Ówczesny dokument podaje ciekawy szczegół, że wieś Ligota zostaje odłączona od miasta wraz z trzema grzywnami groszy rocznego czynszu i połączona z Lubszą. Wtedy też nastąpiła zmiana przynależności parafialnej Ligoty. Na tę okoliczność istnieje legenda posiadająca dużą dozę dramaturgii. Otóż kiedy w Ligocie wybuchła zaraza, proboszcz woźnicki ze strachu przed chorobą, odmówił odwiedzania chorych. Robił to proboszcz z Lubszy i od tego czasu mieszkańcy Ligoty zmienili przynależność do kościoła parafialnego. Piękna to opowieść, lecz nieprawdziwa. W tamtych czasach nikt nie słyszał o demokracji i wybieraniu sobie pana czy parafii. Rzeczywistość przedstawiała się tak, że książę Bernard pozwolił pisarzowi nadwornemu, Piotrowi z Lubszy, na wydzielenie Ligoty z terytorium miejskiego Woźnik.
Wiadomości o dziejach Ligoty w ciągu następnych wieków są bardzo skąpe. Ludwik Musioł przypuszcza, że wieś była pustkowiem. Podaje, że w 1720 r. określona była jako „całkiem pusta”. Trochę to kłóci się z wiadomością o istnieniu szkoły w Ligocie już w 1784 r., której kierownikiem był Jan Adam.
Z końca XVII lub z początku XVIII wieku pochodzi najstarsza pieczęć przedstawiająca koło od wozu. W ten sposób zaznaczony został związek z Woźnikami. Pieczęć posiada napis ELLGU. WOSCHNIK GEM: LUBLINITZ/CREIS. Kolejna zachowana pieczęć wykonana była po 1780 roku. Najbardziej prawdopodobne jest, że wspomniana pieczęć pochodzi z okresu pruskiego i została wykonana jak i inne pieczęcie w powiecie lublinieckim w drugiej połowie XVIII w..
Więcej wiadomości o Ligocie przynoszą lata osiemdziesiąte XIX wieku. We wsi stało 105 domów. Zamieszkiwało w nich 820 mieszkańców. Do Ligoty należały Pakuły, Skrzesówka oraz pustkowie Górale. Liczba mieszkańców powiększała się w kolejnych latach. Przed II wojną światową Ligota wraz z Czarnym Lasem, Skrzesówką, Góralami i Pakułami liczyła ponad 1130 osób.
Na przełomie wieków XIX i XX Ligotę dotknęła klęska pożarów, która dotknęła wszystkich niemalże mieszkańców. Spaliło się bardzo wiele domów i zabudowań gospodarczych. Doprowadziło to do powstania Ochotniczej Straży Pożarnej w 1910 r.
„Kronika Szkoły Podstawowej w Ligocie Woźnickiej” opisuje też inne kataklizmy jak na przykład huragan: 16 VIII 1898 r. Huragan. Około godziny wpół do czwartej po południu, wąskim pasem nad Ligotą i Góralami przeszedł huragan z mocnymi wyładowaniami. W czasie huraganu jeden z piorunów uderzył w zabudowania zagrodnika Karola Gorolla, które przez to całkowicie spłonęły. Na szczęście nikomu z domowników nic się nie stało.
Długie dzieje nie pozostawiły niestety, znaczniejszych śladów w postaci zabytków. Na uwagę zasługuje kapliczka poświęcona świętej Rozalii. Obok niej znajduje się cmentarz, który kryje w sobie szczątki wielu mieszkańców Ligoty, zmarłych z głodu i choroby – przypuszczalnie cholery. Podanie o tym wydarzeniu przytacza Józef Lompa.

### Odzyskanie niepodległości
Ligota nie została włączona do Polski po plebiscycie 20 marca1921 r. poprzedzonym dwoma powstaniami śląskimi. 3 maja 1921 roku wybuchło III powstanie śląskie, w wyniku którego 20 października 1921 Konferencja Ambasadorów przyznała Polsce m.in. część powiatu lublinieckiego (w tym Ligotę). W rękach niemieckich pozostało 2/3 Górnego Śląska.
14.11.1926 r. Wybory do Rad Gminnych. Dnia 14 listopada 1926 r. w całym obszarze Województwa Śląskiego zarządzone były wybory do Rad Gminnych. Wybory w Ligocie Woźnickiej odbyły się w lokalu miejscowej szkoły. Trwały one od godz. 8 rano do 6-tej po południu. Głosowanie było powszechne tj. bez różnicy płci od 25 roku życia. W tutejszej gminie na blisko 1000 mieszkańców uprawnionych do głosowania było 380 wyborców. Wzięło udział w głosowaniu 333-ch. Wyborcy podzielili się na dwa obozy: polski i renegatów. Wytężona zdradziecka agitacja Niemców, przekupstwo, niepomyślny stan rozwoju przemysłu i handlu, zastój i t.p. przyczyny były powodem, że renegaci przy swym obozie skupili większość nieuświadomionych Ślązaków. Pod hasłem niby to polskiej nazwy stronnictwa Katolicko Obywatelskiego przystąpili do urny wyborczej. Wynik wyborów przedstawił się jak następuje: renegaci otrzymali 7 mandatów, a Polacy skupieni w stronnictwie Chrześcijańskiej Demokracji 2 mandaty.
16.11.1930 r. Wybory do Sejmu. [...] Po raz pierwszy od Plebiscytu listy polskie zdobyły większość głosów. Dnia 23.09.1930 odbyły się wybory do Senatu i Sejmu Śląskiego. [...] Wynik jeszcze lepszy na korzyść list polskich 16 listopada.

### Okres po drugiej wojnie światowej
17 stycznia 1945 Ligota została wyzwolona przez 21 armię dowodzoną przez gen. płk. Gusiewa. W kronice ówczesny kierownik szkoły Norbert Mazur opisał zarówno moment wyzwolenia, jak i dzień wkroczenia Niemców do Ligoty dnia 2 września 1939 r. w sposób następujący:
Przebieg działań wojennych. Niezwyciężona Armia Czerwona, a obok niej dzielne Wojsko Polskie rozgromiło armię hitlerowską. Zdecydowany atak i błyskawiczne posuwanie się Armii Czerwonej, wprowadziły w szeregi wojsk niemieckich takie zamieszanie i panikę, że odwrót stał się bezładna ucieczką. Pomimo zbudowanych w naszej okolicy silnych ufortyfikowań, nie doszło tutaj do żadnych starć, dzięki czemu przemarsz wojsk rosyjskich odbył się spokojnie, a tutejsza miejscowość nie doznała żadnych uszkodzeń; w przeciwieństwie do roku 1939, kiedy to zorganizowany odwrót wojsk polskich, spowodował starcia z wojskami niemieckimi, w następstwie czego w tutejszej miejscowości zostało kilka budynków spalonych a mianowicie zabudowania Rupika Wilhelma, Pownioka, Wachowskiego i stodoła Michalskiego. Ob. Rupik Józef chcąc wtenczas ratować dom sąsiada został przez żołnierza niemieckiego zastrzelony. Zmarły pozostawił wdowę i dziesięć sierot.
Działalność okupanta. Terror hitlerowski nie oszczędził i obywateli tutejszej gminy. Wszystkich mieszkańców Czarnego Lasu i Niegolewki wysiedlono z ich majątków, a ziemię przydzielono do dworu, zaś wielu mieszkańcom Ligoty, Skrzesówki i Górali zostały majątki skonfiskowane, szczególnie tym, którzy opuścili swój dom szukając schronienia w głębi Polski: jak u rodziny Ordona Józefa, naczelnika gminy, Mazura Norberta kierownika szkoły, Bulicza Włodzimierza nauczyciela z Ligoty, Duśla Juliana nauczyciela z Woźnik i wielu innych. Przed wojskami rosyjskimi natomiast, prócz niemieckiego nauczyciela Webra, nikt z mieszkańców tutejszej gminy nie uchodził, co świadczyłoby o polskości tutejszych obywateli, jednak smutny fakt pochowania poległych żołnierzy polskich w gliniakach i nie troszczenie się o zewnętrzny wygląd mogił, pozostanie zawsze czarną plamą na obywatelach Polakach tutejszej gminy, gdyż nawet po wypędzeniu wojsk hitlerowskich nikt z mieszkańców nie starał się w dalszym ciągu o utrzymanie grobów w należytym porządku, dopiero dzieci szkolne nadały grobom jako taki wygląd, przyrzekając w dalszym ciągu opiekować się grobami Ojczyzny.
4.11.1945 r. Poświęcenie pomnika. Dzięki ofiarności obywateli Woźnik i najbliższej okolicy wybudowano na nowym cmentarzu w Woźnikach Pomnik Poległych Żołnierzy Polskich gdzie we wspólnej mogile spoczywają szczątki poległych w obronie Ojczyzny. Poświęcenie pomnika odbyło się w dniu 4.11.1945 r. przy współudziale szkół z Woźnik i Ligoty Woźnickiej.
Święty Antoni. Patronem Ligoty jest święty Antoni. Kapliczkę ku czci św. Antoniego wystawiono przy skrzyżowaniu ul Karola Miarki z drogą polną prowadzącą do Lubszy. Wieś została oddana mu pod opiekę w 1948 r. w nadziei, że uchroni to mieszkańców od różnych kataklizmów, a w szczególności od napadów band pospolitych złodziei i opryszków jakich wtedy pełno wałęsało się po okolicy. Niektórzy z nich byli milicjantami, bądź za takowych się podawali nosząc biało-czerwone opaski na rękawie. Plądrowali domy i zagrody mieszkańców w „majestacie prawa”, w biały dzień pod groźbą użycia broni. Niektórzy po dziś dzień posiadają kwitki na konfiskatę świni, krowy albo innego dobytku. Kronika nie podaje żadnych informacji na temat wystawienia kapliczki.
22.08.1948 r. Elektryfikacja miejscowości. Dzień 22 sierpnia 1948 przejdzie do historii tutejszej miejscowości. W dniu tym ukończono prace przy elektryfikacji tut. miejscowości i po raz pierwszy zabłysły światła elektryczne w chatach wiejskich. W dniu tym dokonano uroczystego poświęcenia sieci elektrycznej przy licznym udziale przedstawicieli władz i urzędów oraz wielkiej liczby społeczeństwa miejscowego oraz okolicznych wiosek. Sieć zbudowała Firma Inż. Jagiełło z Lublińca, wywiązując się z powierzonego jej zadania znakomicie. Koszty budowy sieci niskiego napięcia wyniosły, które pokrywają obywatele tutejszej gromady, zaś budowę sieci wysokiego napięcia oraz stacji transformatorowej przeprowadzono z funduszów państwowych. W tekście istnieje luka na wpisanie kwoty, która jednak nigdy nie została uzupełniona.
19.12.1948 r. Kongres Zjednoczeniowy PPR i PPS. Z okazji połączenia się partii robotniczych PPR i PPS odbyła się w Lubszy w dniu 19.12.1948 wieczernica w czasie której młodzież tutejszej szkoły wypełniła część programu artystycznego. Jako czyn Kongresowy młodzież postanowiła własnoręcznie oczyścić strychy, poprawić ogrodzenie oraz naprawić mostek na wsi. Czyn został terminowo wykonany.
01.08.1949 r. Zmiana wójta. W miejsce ustępującego wójta obyw. Marszałka Tadeusza zostaje z dniem 01.08.1949 r. obyw. Szczepanik.
Okres pokongresowy nabiera z czasem coraz to bardziej politycznego charakteru czego objawem są różnego typu „masówki”:
Plebiscyt Pokoju. z wyjątkiem jednej rodziny w plebiscycie pokoju wzięli udział wszyscy obywatele tutejszej gromady, żądając zawarcia paktu pokoju między pięcioma wielkimi mocarstwami.
12.05.1953 r. Powstanie spółdzielni produkcyjnej. Po wytężonej pracy uświadamiającej wśród miejscowych rolników o wyższości gospodarki zespołowej nad indywidualną 13 rolników tutejszej miejscowości postanowiło w dniu 12 maja 1953 r. założyć spółdzielnię produkcyjną przyjmując zaszczytną nazwę imienia Tadeusza Kościuszki. Na przewodniczącego wybrany zostaje średniorolny chłop ob. Bazan Stefan. Opiekę przejmują Kaletańskie Zakłady Papiernicze, których aktyw robotniczy na terenie tutejszej gromady dużo zdziałał i pozyskał sobie przyjaźń chłopów.
W latach 1954–1961 wieś należała i była siedzibą władz gromady Ligota Woźnicka, po jej zniesieniu w gromadzie Lubsza. 

## Legendy
- Krzyż na Górce. Na końcu Ligoty, przy drodze do Pakuł znajduje się wzniesienie zwane „Górką”. Jeden z gospodarzy kopiąc fundamenty pod dom na Górce natknął się na szczątki ludzkie. Sąsiedzi radzili mu pochować szczątki pod krzyżem, gdzie podobno znajduje się cmentarzysko choleryczne, na którym grzebano ofiary głodu i epidemii. On jednak nie posłuchał dobrych rad i zakopał szczątki pod wiśnią na swoim podwórku. Po kilku latach, zrywając wiśnie, spadł z drzewa i to tak nieszczęśliwie, że poniósł śmierć na miejscu.
- Cholera. Przy drodze prowadzącej z Ligoty do Woźnik, po lewej stronie, tuż za Ligockim Potokiem znajdują się rozpadliska porośnięte wierzbami zwane „Dołami”. To tu według utrzymywanej od pokoleń tradycji, swój wieczny spoczynek mieli znaleźć pogrzebani, prawie wszyscy bez wyjątku mieszkańcy Ligoty, których zmogła okrutna zaraza wojny trzydziestoletniej – cholera. Inni twierdzą, że zaraza owa wcześniej miała miejsce bo aż w średniowieczu. Zniwo śmierci było wtedy tak wielkie, że nie miał kto umarłych grzebać. Ta straszna choroba, jak głosi podanie uśmierciła wszystkich mieszkańców Ligoty, jedynie dwie kobiety z rodu Sekułowego przy życiu się ostały. Woźnicki proboszcz obawiając się zarazy, nie chciał z posługą kapłańską do chorych przyjeżdżać, ani ziemi na cholerycznym cmentarzu wodą święconą pokropić. Jeździł natomiast do chorych lubszecki farosz, posług udzielał, i msze święte odprawiał jak to było we zwyczaju na lipowym stole na granicy lubszeckich i ligockich pól. Od tego czasu, mimo znacznie większej odległości chodzą ligoczanie do kościoła w Lubszy.
- Krzyż z dzwonnicą. Legenda mówi, że zaraz po poświęceniu dzwon zyskał cudowną moc odpędzania nawałnic i klęsk żywiołowych. Pewien urzędnik chciał, by dzwon zadzwonił przy pogrzebie jego córki i prawdopodobnie od tego czasu dzwon stracił swą moc.
- Klątwa. W Ligocie jest pewna posiadłość, której nikt nie chce kupić, ciąży na niej klątwa kupiecka. Klątwa ta została rzucona przez żonę kupca, który przejeżdżał przez Ligotę wioząc ze sobą wielkie skarby. Postanowił jednak właśnie tutaj zrobić sobie przerwę w podróży i odpocząć. Poprosił o nocleg u rodziny, która nie potrafiła oprzeć się jego skarbom. W nocy kupiec został zamordowany. Okazało się jednak, że jego żona ma nadprzyrodzone zdolności, rzuciła ona klątwę na rodzinę i ich posiadłość. Z rodziny tej nikt już nie żyje, a posiadłość świeci pustkami.